# Alexander Bonsaksen
Alexander Bonsaksen, född 24 januari 1987 i Oslo i Norge, är en norsk ishockeyspelare (back) som spelar för den finländska klubben Kookoo. Han spelar också för det norska landslaget.
Bonsaksens moderklubb är Vålerenga IF. Han har även spelat för Modo Hockey, IF Sundsvall Hockey och Rögle BK i Sverige.